# The Devil's Child
Pour plus de détails, voir Fiche technique et Distribution.
The Devil's Child ou La Malédiction de Nikkie est un téléfilm américain réalisé par Bobby Roth en 1997.

## Synopsis
Lors d'un grave accident, Nikki est secourue par son nouveau voisin du nom d'Alex. Après cet accident, ils sont attirés l'un par l'autre. Mais depuis que Nikki le connaît, des événements étranges se produisent et un bébé naît.

## Fiche technique
Sauf indication contraire, les informations mentionnées dans cette section peuvent être confirmées par la base de données cinématographiques IMDb,  présente dans la section « Liens externes ».
- Titre original : The Devil's Child
- Titre français : La Malédiction de Nikkie
- Réalisation : Bobby Roth
- Scénario : Pablo F. Fenjves, Laurence Minkoff
- Musique : Christopher Franke, Edgar Rothermich
- Société(s) de production : American Broadcasting Company
- Pays d'origine :  États-Unis
- Langue originale : anglais
- Format : couleur — 1,33:1 — stéréo
- Genre : Drame, Thriller, Horreur
- Durée : 90 minutes
- Dates de première diffusion télévision :
  -  États-Unis : 26 octobre 1997
  -  France : 4 juillet 1998

## Distribution
- Kim Delaney : Nikki DeMarco
- Thomas Gibson : Alexander Rotha
- Grace Zabriskie : Rose DeMarco
- Matthew Lillard : Tim
- Gia Carides : Eva
- Larry Holden : Todd Gilman